# Dúo de cuerda n.º 1 (Mozart)
El Dúo de cuerda n.º 1 en sol mayor, K. 423 es una obra compuesta para violín y viola en verano de 1783, el primero de los dos dúos que Mozart escribió para completar la serie de seis dúos de Michael Haydn para el Príncipe-arzobispo de Salzburgo, Hieronymus von Colloredo.

## Estructura
Consta de tres movimientos:
1. Allegro, en 4/4
2. Adagio, en do mayor y en 3/4
3. Rondeau: Allegro, en 2/2

Mientras que tanto los dúos de Mozart como los de Haydn coinciden en dar a la viola muchos silencios, los mozartianos se diferencian de los otros en que la viola también alcanza pasajes en semicorcheas, casi en igual proporción al violín. H. C. Robbins Landon observa en particular el caso del KV 423, en el que Mozart asienta todo el conocimiento que había ganado al componer su Cuarteto de cuerda n.º 14 en sol mayor, KV 387 (el finale del cual estaba a su vez influido por la Sinfonía n.º 23 de Michael Haydn).
La serie se seis dúos fue presentada como obra de Haydn en su totalidad, y Colloredo fue incapaz de «detectar en ellos el evidente trabajo de Mozart».
Transportando la parte de la viola una octava hacia abajo y cambiando a clave de fa, la pieza estaría completamente preparada para ser interpretada por un violonchelo. Werner Rainer editó tal transcripción para Verlag Doblinger.